# Manuleopsis dinteri
Manuleopsis dinteri är en flenörtsväxtart som beskrevs av Thellung. Manuleopsis dinteri ingår i släktet Manuleopsis och familjen flenörtsväxter. Inga underarter finns listade i Catalogue of Life.